# The Street Profits
The Street Profits es un equipo de lucha libre profesional conformado por Angelo Dawkins y Montez Ford, que actualmente trabajan para la WWE, en su marca SmackDown.
Dentro de sus logros, está el haber sido tres veces Campeones Mundiales en Parejas, al haber ganado una vez Campeones en Pareja de NXT, una vez campeones en Parejas de Raw y una vez campeones en Parejas de SmackDown.

## Historia
Antes de su formación, Angelo Dawkins se encontraba inactivo dentro de NXT mientras que Montez Ford estaba recuperándose de una lesión. El 12 de julio de 2017, se empezaron a emitirse diferentes promos acerca de Street Profits, un nuevo equipo que estaría dentro de NXT.

### WWE (2017-presente)

#### NXT Wrestling (2017-2019)
El 9 de agosto en NXT, Montez Ford hizo su debut junto a Angelo Dawkins, derrotando a The Metro Brothers. El 16 de agosto en NXT, derrotaron a Chris Silvio y Lars Sullivan.
Debido a la relación comercial de WWE con Evolve, varios luchadores de NXT podían participar en eventos de Evolve. El 28 de octubre en Evolve 114, Street Profits debutó derrotando a Doom Patrol (Chris Dickinson & Jaka), ganando el Campeonato en Parejas de Evolve, teniendo 6 defensas exitosas hasta el 15 de marzo de 2019 fueron derrotados por The Unwanted(Eddie Kingston & Joe Gacy) en el Evolve 123. En NXT TakeOver: XXV, derrotaron a The Undisputed Era (Bobby Fish & Kyle O'Reilly), Danny Burch & Oney Lorcan y The Forgotten Sons (Wesley Blake & Steve Cutler) en un Ladder match, ganando el Campeonato en Pareja de NXT.

#### 2019
A partir del 1 de julio, The Street Profits comenzó a aparecer en WWE Raw haciendo varios segmentos detrás del escenario, un movimiento que se hizo para atraer al público más joven. Dave Meltzer aclaró que el equipo todavía eran luchadores de NXT, y que esto no es un llamado oficial a la lista principal. En octubre 11, durante el Draft de WWE, los Street Profits fueron reclutados para Raw, llevándolos oficialmente a la lista principal. Debutando en el Raw del 21 de octubre derrotando a The O.C(Luke Gallows & Karl Anderson) comenzando un feudo entre ellos, en el Raw del 4 de noviembre, junto a Humberto Carrillo fueron derrotados por The O.C.(A.J. Styles, Karl Anderson & Luke Gallows). El 9 de diciembre en Raw respondieron al reto de los Campeones en Parejas de Raw The Viking Raiders (Erik e Ivar), sin embargo perdieron y en el Raw del 30 de diciembre derrotaron a The O.C.(Luke Gallows & Karl Anderson), lo que llevó a que se pactara una Triple Threat Match por los Campeonatos en Pareja de Raw de The Viking Raiders(Erik e Ivar) contra The O.C.(Luke Gallows & Karl Anderson)

#### 2020
Empezando el 2020, el 6 de enero en Raw se enfrentó a The Viking Raiders(Erik e Ivar) y a The O.C(Luke Gallows & Karl Anderson) en una Triple Threat Match por los Campeonatos en Parejas de Raw, sin embargo retuvieron The Viking Raiders. El 17 de febrero salieron a defender a Kevin Owens del ataque de The Monday Night Messias Seth Rollins, Buddy Murphy & AOP(Akam & Rezar), pactándose un combate por los Campeonatos en Pareja de Raw de Seth Rollins & Buddy Murphy en Super Show-Down. En el Raw del 24 de febrero, Angelo Dawkins acompañado por Montez Ford derrotó al Campeón en Parejas de Raw Murphy por descalificación, debido a la intervención de Seth Rollins, posteriormente Ford retó a Rollins a un combate, combate que perdió Ford. En Super Show-Down, se enfrentaron a Seth Rollins & Murphy por los Campeonatos en Parejas de Raw, sin embargo perdieron. En el Raw del 2 de marzo se enfrentaron nuevamente a Seth Rollins & Murphy por los Campeonatos en Parejas de Raw, con la condición de que si no ganaban los títulos, no recibirian más oportunidades por los títulos, pero durante el combate, Kevin Owens atacó a Rollins y así, Dawkins & Ford ganaron los Campeonatos en Parejas de Raw siendo su primer título en el roster principal. En Elimination Chamber, derrotaron a Seth Rollins & Murphy y retuvieron los Campeonatos en Parejas de Raw, al siguiente día en Raw junto a The Viking Raiders(Erik e Ivar) fueron derrotados por Seth Rollins, Murphy & AOP(Akam & Rezar). En el Main Event transmitido el 19 de marzo, Dawkins acompañado de Ford, derrotó a Murphy.
Posteriormente comenzaron un feudo contra Andrade, Angel Garza & Zelina Vega por los Campeonatos en Parejas de Raw, sin embargo Andrade se lesionó, siendo reemplazado por Austin Theory. En WrestleMania 36, se enfrentaron a Angel Garza & Austin Theory por los Campeonatos en Parejas de Raw, donde Dawkins & Ford retuvieron los títulos, sin embargo después del combate fueron atacados por Garza, Theory & Zelina Vega, pero llegó Bianca Belair atacando a Vega, luego de esto celebraron con Belair. Al día siguiente en Raw, se enfrentaron nuevamente a Angel Garza & Austin Theory en una revancha por los títulos, los cuales nuevamente retuvieron por descalificación, después del combate acompañaron a Bianca Belair en su combate contra Zelina Vega, después del combate, junto a Bianca Belair derrotaron a Angel Garza,
Austin Theory & Zelina Vega, terminando el fuedo. Posteriormente fueron retados por The Viking Raiders(Erik e Ivar), pactándose un combate sin los títulos en juego en el Raw del 4 de mayo, el cual Dawkins & Ford fueron derrotados por The Viking Raiders (Erik e Ivar). En el Raw del 22 de junio, derrotaron a The Viking Raiders (Erik e Ivar) y retuvieron los Campeonatos en Parejas de Raw, terminando así su feudo, después del combate fueron atacados por Andrade & Angel Garza. En Draft, en backstage, por decisión de Adam Pearce, intercambiaron los Campeonatos en Parejas de Raw con los Campeonatos en Parejas de SmackDown! de The New Day (Kofi Kingston & Xavier Woods), terminando así con un reinado de 210 días. En Survivor Series, representando a la división por Parejas la marca SmackDown!, derrotaron a los Campeones en Parejas de Raw The New Day (Kofi Kingston & Xavier Woods) en un combate no titular, después del combate se abrazaron en señal de respeto.

#### 2021-presente
Comenzando el 2021, en el SmackDown! del 1.º de enero, mientras realizaban su segmento de Street Profits Predictions fueron atacados por Dolph Ziggler & Robert Roode, la siguiente semana en SmackDown!, fueron derrotados por Dolph Ziggler & Robert Roode, perdiendo los Campeonatos en Parejas de SmackDown!, terminando con un reinado de 88 días. En el SmackDown! del 12 de febrero, derrotaron a Chad Gable & Otis, en el SmackDown! del 26 de febrero, derrotaron a King Corbin & Sami Zayn, en el SmackDown! del 12 de marzo, junto a Dominik & Rey Mysterio derrotaron a Dolph Ziggler, Robert Roode, Chad Gable & Otis. la siguiente semana en SmackDown!, se enfrentaron a Dominik & Rey Mysterio, sin embargo fueron derrotados, la siguiente semana en SmackDown!, junto a Big E fueron derrotados por Apollo Crews, Chad Gable & Otis, la siguiente semana en SmackDown!, junto a Dominik & Rey Mysterio fueron derrotados por Dolph Ziggler, Robert Roode, Chad Gable & Otis y a la siguiente semana en el SmackDown! WresttleMania Edition, se enfrentaron a Dolph Ziggler & Robert Roode, Dominik & Rey Mysterio y a Chad Gable & Otis en una Fatal-4 Way Tag Team Match por los Campeonatos en Parejas de SmackDown!, sin embargo perdieron, la siguiente semana en SmackDown!, organizaron una celebración para Bianca Belair por ganar el Campeonato Femenino de SmackDown!, más tarde esa noche, se enfrentaron a Dolph Ziggler & Robert Roode por los Campeonatos en Parejas de SmackDown!, sin embargo perdieron

## En lucha
- Movimientos de firma en equipo
  - Front dropkick (Ford) sobre un running splash (Dawkins)
  - Double Dropkick
  - Backdrop (Dawkins) sobre un moonsault (Ford)
  - Electric chair (Dawkins) y Blockbuster (Ford)
- Movimientos finales de Dawkins
  - Pop up spinebuster
- Movimientos finales de Ford
  - From the heavens
  - Standing Shooting Star Press
- Temas de entrada
  - "Bring the Swag" de CFO$ feat. J-Frost

## Campeonatos y logros
- Evolve Wrestling
  - Evolve Tag Team Championship (1 vez)
- WWE
  - NXT Tag Team Championship (1 vez)
  - Raw Tag Team Championship (1 vez)
  - WWE Tag Team Championship (2 vez)
  - Tag Team Triple Crown Championship (Segundos)
  - WWE Year–End Award a las superestrellas más destacadas del año (2019)
  - Slammy Award (2 veces)
    - Tag Team of the Year (2020)
    - Breakout Star of the Year (2020)
- Wrestling Observer Newsletter
  - Lucha 5 estrellas - (2025)  vs. #DIY vs. The Motor City Machine Guns  en SmackDown el 25 de abril de 2025